# FlyingDog
FlyingDog, Inc. (株式会社フライングドッグ, Kabushiki-gaisha Furaingu Doggu), aussi écrit flying DOG, est un label de musique japonais autrefois connu comme Victor Entertainment , filiale de M-serve (aussi écrit m-serve), fondé en 1997.
FlyingDog est un label spécialisé dans la production de vidéos liées à l'animation et aux logiciels musicaux.

## Historique
Le nom FlyingDog a été utilisé pour la première fois par Victor Entertainment en 1976, à la création d'un label qui se concentre sur la mise en avant d'artistes rock des années 80. Il hébergeait des artistes comme Panta, Maki Nomiya, Masaru Watanabe, et June Yamagishi. En 1997, Victor Entertainment a créé la filiale M-serve qui, en 2007, devint FlyingDog, un label spécialisé dans la production et la promotion de contenus en rapport à l'animation. 

## Artistes
- Yūka Aisaka
- Akino
- Akino Arai
- Yuki Kajiura
- Yoko Kanno
- Houko Kuwashima
- Maaya Sakamoto
- Shino Shimoji
- JUNNA
- Minori Suzuki
- Haruka Chisuga
- Nao Tōyama
- Megumi Nakajima
- Nano
- Yūka Nanri
- Shiena Nishizawa
- Iori Nomizu
- FictionJunction
- May'n
- Manami Numakura
- Kiyono Yasuno
- Minami